# Peter Simons (philosophe)
 (novembre 2016).
Pour les articles homonymes, voir Peter Simons et Simons.
Peter Simons (né le 23 mars 1950) est professeur de philosophie à Trinity College Dublin. Il a fait ses études à l'Université de Manchester, et a tenu des postes d'enseignant à l'Université de Bolton, à l'Université de Salzbourg, où il est Professeur Honoraire de Philosophie, et à l'Université de Leeds.

## Biographie
Il a été Président de la Société Européenne pour la Philosophie analytique et est actuellement Directeur de la Fondation Franz Brentano.
Parmi ses centres de recherche figurent la métaphysique et l'ontologie, l'histoire de la logique, l'histoire de la philosophie d'Europe centrale, particulièrement en Autriche et en Pologne au cours des XIXe siècle et XXe siècles, et l'application de la métaphysique à l'ingénierie et à d'autres disciplines non philosophiques. Il est l'auteur de deux ouvrages et de plus de 200 articles. Il travaille actuellement sur un projet soutenu par l'Académie Britannique visant à établir une métaphysique de la quantité. Depuis l'année 2017, Peter Simons est professeur invité a l'Université de la Suisse Italienne.

## Publications
- Parts. A Study In Ontology, Oxford: Clarendon Press, 1987.
- Philosophy and Logic in Central Europe from Bolzano to Tarski. Selected Essays, Dordrecht: Kluwer, 1992.
- « Philosophical Method Without The Linguistic Turn », Conséquence, 2015.

## Récompenses
- FBA: Fellow of the British Academy (élu en juillet 2004)
- Member of Academia Europaea (élu en 2006)